# Alexandre Latil
Pour les articles homonymes, voir Latil.
Alexandre Latil, né le 6 octobre 1814 (ou 1816) et mort le 16 mars 1851 à La Nouvelle-Orléans (Louisiane), est un poète américain de langue française.

## Biographie
Il fut touché par la lèpre à l'âge de quinze ans, et trouva refuge dans la poésie. Il écrivit ses poèmes dans une petite cabane en bois près de Bayou Saint-Jean, dans un endroit connu sous le nom de "la terre des lépreux". Ses amis et des grandes figures littéraires de La Nouvelle-Orléans le persuadèrent de les publier ; son recueil, les Éphémères, parut en 1841, et certains n'hésitèrent pas à les comparer aux Nuits de Musset. Obligé de garder le lit durant les dernières années de sa vie, il mourut en 1851, surnommé "le poète-lépreux de la Louisiane".